# Коричнева рука
«Рука Брауна» (англ. The Brown Hand) — оповідання шотландського письменника Артура Конан Дойля. Вперше було опубліковане в The Strand Magazine, у травень 1899 року.

## Сюжет
Це історія про лікаря, який довго служив в Індії. Одного разу він знаходився у місті Пешаварі. Він повинен був допомогти дуже бідній людини, але єдиний спосіб, щоб врятувати його життя, було ампутувати його руку. Людина, будучи мусульманином, була проти цього. Але це було питання життя і смерті й він змушений був піти на компроміс та дозволив англійцеві прооперувати його. Доктор звик до відрізання різних органів, тому поставив «коричневі руки» в хімічний розчин, для подальшого зберігання, та забрав їх коли пішов у відставку. Одного разу вночі його щось розбудило, то був привид старого пацієнта. З цього часу привид бродить своєю лабораторією, шукаючи свою руку, але не знайшовши її, тому що це було вже давно недоречно. В кінці лікаря врятував герой який допомагає йому ампутувати іншу руку (від людини яка потрапила в аварію), привид подумав що це його рука, і зникає назавжди (зі своєю любимою рукою, звичайно), в результаті чого доктор продовжує спокійно жити на світі. Лікар нагороджує героя, зробивши його своїм спадкоємцем.